# Morro do Cavalão
Morro do Cavalão é uma favela no bairro de Icaraí na cidade de Niterói, no estado do Rio de Janeiro. A comunidade foi considerada um exemplo de combate à criminalidade devido ao esquema de policiamento comunitário, durante os anos de 2005 e 2010, tendo baixos índices de criminalidade.
Na virada da década mudanças na política de segurança da cidade e fuga de traficantes da cidade do Rio de Janeiro devido as UPPs, fizeram a volta do trafico na região, que atualmente é comandada pelo Comando Vermelho (CV).